# Friedrich Kallmorgen

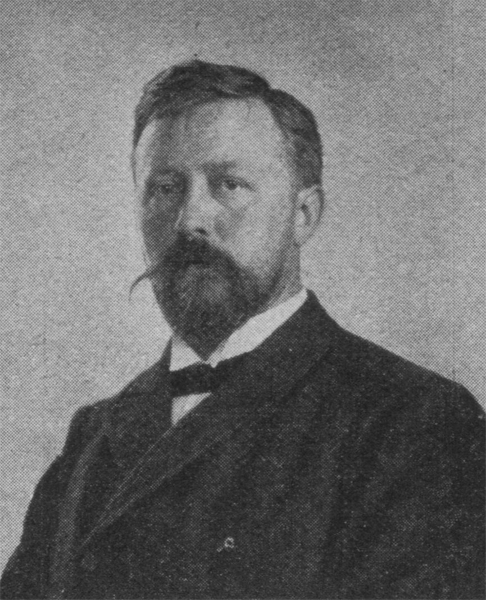
Friedrich Kallmorgen, 1902

Friedrich Kallmorgen (* 15. November 1856 in Altona, Herzogtum Holstein; † 2. Juni 1924 in Grötzingen) war ein deutscher Maler.

## Leben und Werk
Kallmorgen stammte aus einer Hamburger Architektenfamilie. Von 1862 bis 1863 erhielt er einen ersten Zeichenunterricht bei seinem Onkel, dem Porträt- und Landschaftsmaler Theodor Kuchel. Kallmorgen trat 1875 in die Düsseldorfer Kunstakademie ein, wo er bei Andreas Müller, Ernst Deger und Eugen Dücker studierte. Nach einer Studienreise in die Fränkische Schweiz mit Carl Friedrich Lessing wechselte er 1877 nach Karlsruhe an die Großherzoglich Badische Kunstakademie. Dort wurde Kallmorgen ein Schüler von Ernst Hildebrand und später von Hans Fredrik Gude. Im Sommer 1878 hatte er Studienaufenthalte in Blankenburg am Harz und in der Lüneburger Heide. 1880 folgte er seinem Lehrer Gude nach Berlin, kehrte aber bereits 1881 nach Karlsruhe zurück. Hier schloss er sich dem Kreis um Gustav Schönleber an, bei dem er auch sein Studium beendete.
Mit Schönleber und Hermann Baisch unternahm er zahlreiche Auslandsreisen, u. a. nach Frankreich, Belgien und Holland. 1882 heirateten Friedrich Kallmorgen und die Blumenmalerin Margarethe Hormuth. 1886 wurde er Hilfslehrer in Schönlebers Stilllebenklasse. 1888/89 zog er nach Grötzingen, wo er zu den Gründern der Grötzinger Malerkolonie gehörte. 1891 ernannte Großherzog Friedrich I. von Baden Kallmorgen zum Professor. Von 1896 bis 1898 war er Präsident des Karlsruher Künstlerbundes. Zwischen 1890 und 1900 unternahm er zahlreiche Reisen, u. a. nach Paris, Brüssel, Rotterdam, Italien und in die Niederlande sowie 1898 eine große Nordlandreise. Er entwarf im Auftrag des Kölner Schokoladenfabrikanten Ludwig Stollwerck Sammelbilder für Stollwerck-Sammelalben, u. a. die Serie „Italienische Volkslieder“ für das Stollwerck-Sammelalbum No. 3 von 1899. 1901 wurde er Lehrer der Landschaftsklasse an der Berliner Kunstakademie und erhielt den Lehrstuhl von Eugen Bracht. 1908 erhielt er auf der Großen Berliner Kunstausstellung eine Große Goldmedaille. In den Jahren von 1903 bis 1916 reiste Kallmorgen u. a. nach Russland, Norwegen und Flandern. Von 1911 bis 1918 war er Vorsitzender der Genossenschaft bildender Künstler. 1918 zog er nach Heidelberg und war dort bis zu seinem Tod freischaffend tätig. Er wurde in Grötzingen beigesetzt.
Für seine Werke erhielt Kallmorgen seit 1885 zahlreiche Auszeichnungen im In- und Ausland. Er ist bekannt für seine Städte- und Landschaftsbilder im impressionistischen Stil.
Zu seinen Schülern gehörten Egon von Kameke, Fritz Wildhagen und Richard Duschek. Der Maler Max Kuchel war sein Cousin.

## Werke (Auswahl)
- Auf der Blackfriars Brücke in London (1886) – Öl auf Leinwand (Nationalgalerie, Staatliche Museen zu Berlin)
- Erntezeit (1891) – Öl auf Leinwand (Nationalgalerie, Staatliche Museen zu Berlin)
- An die Arbeit (Hamburger Hafenbild) (1901) – Öl auf Leinwand (Dresden, Galerie Neue Meister)
- Terrasse von Jacob in Nienstedten (1903) – Öl auf Leinwand (Hamburger Kunsthalle, Privatbesitz)
- Sonnenuntergang im Hamburger Hafen
- Die Lichter werden angezündet (1904) – Öl auf Leinwand, Blick über die Alster in der Dämmerung (Kunsthalle Hamburg, Inv.-Nr. 2706)
- Hamburger Hafen (1910)
- Novemberabend an der Unterelbe (1916) – Öl auf Leinwand[2]

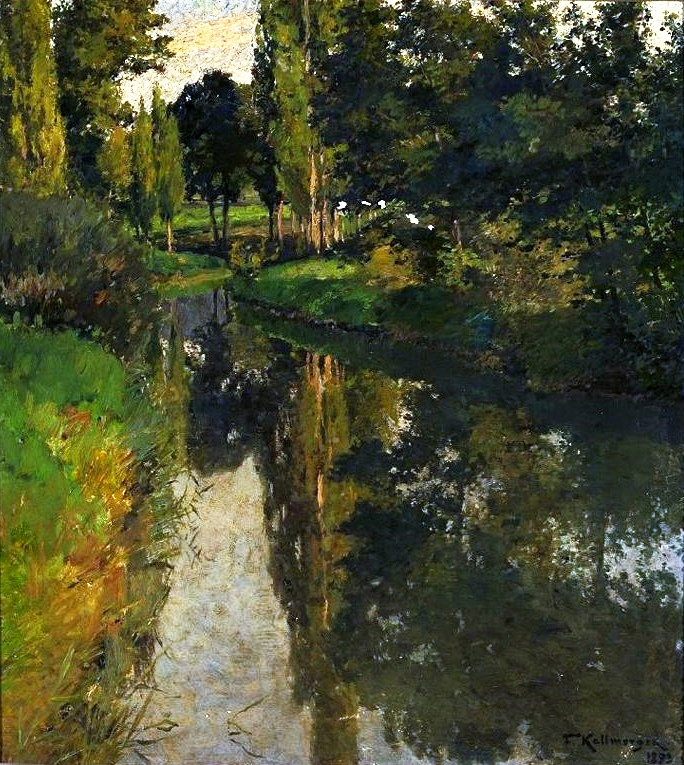
Flusslandschaft, 1893
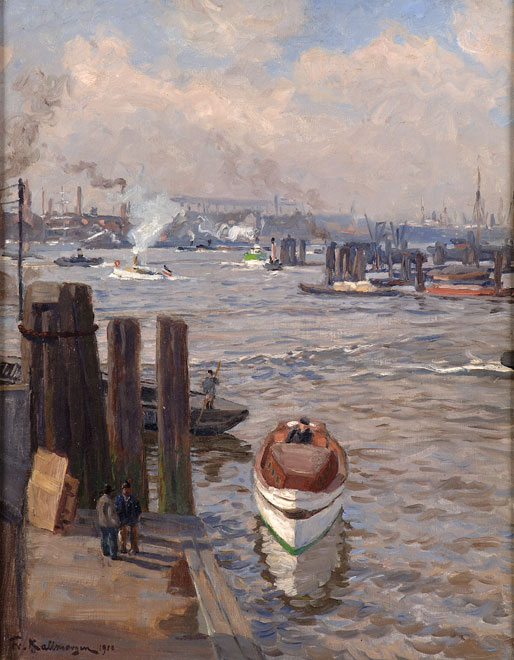
Hamburger Hafen, 1910
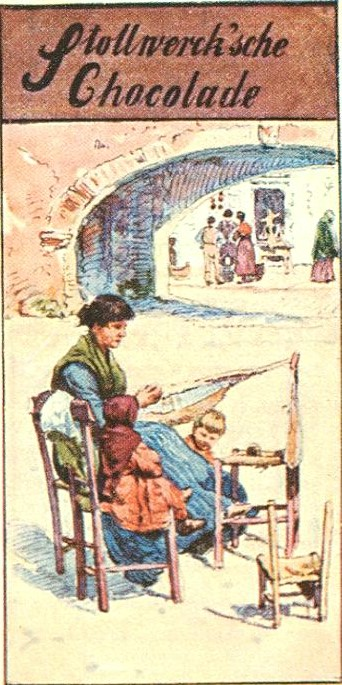
Stille Trauer (Italienische Volksbilder, 1900)

## Ehrungen

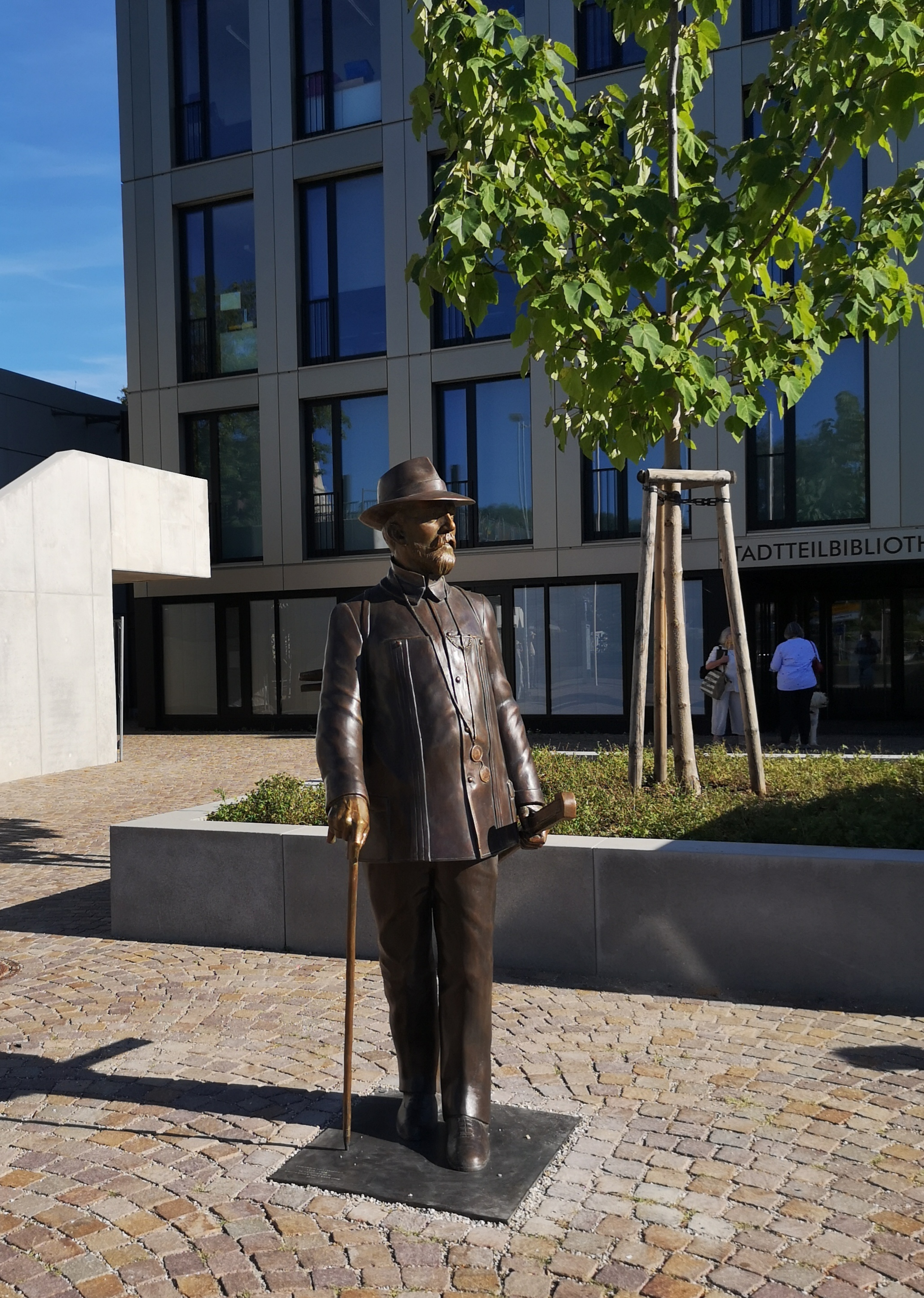
Bronzestatue des Malers in Grötzingen (Karlsruhe), 2019

- Portraitplastik vor der Stadtteilbibliothek in Karlsruhe-Grötzingen, verwirklicht von Ulrich J. Sekinger (2019)